# Prammatica Sanzione (1830)
La Prammatica Sanzione del 1830 (in spagnolo Pragmática Sanción) è un documento emanato il 19 marzo 1830 con il quale il re Ferdinando VII di Spagna ratificava un decreto del 1789 di Carlo IV che aveva sostituito il sistema salico stabilito da Filippo V con il sistema semisalico.
Quando Filippo V di Borbone salì al trono di Spagna a seguito della guerra di successione spagnola introdusse la legge salica limitando la successione al trono ai soli maschi in linea retta. Nel 1789 il re Carlo IV, visto che suo figlio ed erede al trono Ferdinando non aveva che due figlie (Isabella e Luisa Ferdinanda), decise di emanare un decreto per derogare alla legge salica. Salito al trono, Ferdinando ratificò il decreto con un atto formale (la Prammatica Sanzione) garantendo il trono a sua figlia Isabella ed escludendo dalla successione suo fratello, l'Infante Carlo, conte di Molina a cui – secondo la legge salica – sarebbe spettato il trono.
I sostenitori di Carlo (chiamati carlisti), in particolare l'influente ministro Francisco Calomarde, fecero pressioni su Ferdinando VII per indurlo a ritirare la Prammatica Sanzione. Ferdinando tuttavia, gravemente ammalato di gotta, morì il 29 settembre 1833. Isabella venne così proclamata regina e, in attesa che compisse la maggiore età, sua madre Maria Cristina delle Due Sicilie assunse la reggenza. Carlo non riconobbe Isabella come regina e scoppiarono le guerre carliste.